# Myrmecomelix
Myrmecomelix Millidge, 1993 è un genere di ragni appartenente alla famiglia Linyphiidae.

## Distribuzione
Le due specie oggi attribuite a questo genere sono state rinvenute nell'America meridionale: la specie dall'areale più vasto è la M. pulcher reperita in alcune località del Perù e dell'Ecuador.

## Tassonomia
Questo genere è una ridenominazione di Myrmecoxenus Millidge, 1991, ad opera dello stesso Millidge in un lavoro di Platnick del 1993, in quanto era già occupata da Myrmecoxenus Agassiz, 1846, genere di coleotteri della famiglia Zopheridae.
A dicembre 2011, si compone di due specie:
- Myrmecomelix leucippus Miller, 2007 — Perù
- Myrmecomelix pulcher (Millidge, 1991)[3] — Ecuador, Perù